# Улица Восстания (Екатеринбург)
У́лица Восста́ния — магистральная улица в жилом районе (микрорайоне) «Уралмаш» Орджоникидзевского административного района Екатеринбурга.

## Расположение и благоустройство
Улица проходит с юго-востока на северо-запад между улицами Избирателей и Коммунистической. Начинается от пересечения с улицей Ильича и заканчивается у  улицы Молодёжи. Пересекается с улицами Индустрии, Ломоносова, Бакинских Комиссаров и Народного Фронта. Слева на улицу выходят улицы Стахановская и 40-летия Октября, справа примыканий к улице нет.
Протяжённость улицы составляет около 2050 метров. Ширина проезжей части в среднем около 12—14 м (по две полосы в каждую сторону движения), после улицы Бакинских Комиссаров сужается до двух полос движения в обе стороны. На протяжении улицы имеется пять светофоров, нерегулируемых пешеходных переходов нет. На участке от улицы Ильича до ул. Бакинских Комиссаров улица Восстания с обеих сторон оборудована тротуарами и уличным освещением.

## История
Возникновение улицы связано с формированием и развитием соцгородка «Уралмашзавода» в 1930-х годах. Застройка улицы была начата с участка западнее улицы Бакинских Комиссаров и уже показана как реально существующая на планах Свердловска 1939 года и 1942 годов. На городском плане 1947 года улица показана застроенной вплоть до улицы Индустрии. Современная улица застроена как малоэтажными (на западном участке), так и средне- и многоэтажными жилыми домами типовых серий.

## Транспорт

### Наземный общественный транспорт
Улица является важной внутрирайонной транспортной магистралью, по которой осуществляется движение троллейбусов № 29,30,33,38 и автобусов № 053,73,80.

### Ближайшие станции метро
В 200 метрах от начала улицы находится станция метро  Проспект Космонавтов, к концу улицы линий метрополитена проводить не запланировано.